# عبدالرشید ابراهیم

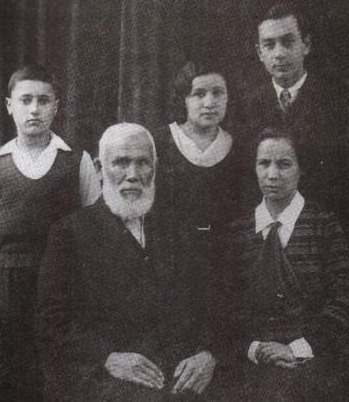
عبدالرشید ابراهیم با فرزندانش

عبدالرسید ابراهیم (به ترکی: Abdürreşid İbrahim، روسی: Абду-Рашид Гумерович Ибрагимов   ، تاتاری: Габдрәшит Ибраһимов تاتاری سیبری : Әптрәшит Ипрағимов; 1857 – 1944) مسلمان تاتار علیم (مفرد علما )، روزنامه‌نگار و جهانگرد متولد روسیه بود که در دهه اول سده بیستم میلادی، جنبشی را برای متحد کردن تاتارهای کریمه آغاز کرد.  او در دوره میجی از ژاپن دیدن کرد و اولین امام جماعت توکیو کامی (مسجد توکیو) شد.